# Adippe amseli
Adippe amseli är en insektsart som beskrevs av Strümpel 1988. Adippe amseli ingår i släktet Adippe och familjen hornstritar. Inga underarter finns listade i Catalogue of Life.